# Dumerilia fuscus
Dumerilia fuscus is een keversoort uit de familie Cebrionidae. De wetenschappelijke naam van de soort is voor het eerst geldig gepubliceerd in 1792 door Fabricius.